# Tsjoevasjisch
Het Tsjoevasjisch (чӑваш чӗлхи, tsjǎvasj tsjělchi) is de taal van de Tsjoevasjen en behoort tot Turkse groep van de Altaïsche taalfamilie. In de Russische autonome republiek Tsjoevasjië geldt het, naast het Russisch, als officiële taal.
Het aantal sprekers bedraagt ongeveer 1,3 miljoen (volkstelling 2002), waarvan ongeveer de helft in Tsjoevasjië woont. Er bestaan twee licht van elkaar verschillende dialecten, het Neder-Tsjoevasjisch (Anatri), gesproken in het zuiden van Tsjoevasjië, en het Opper-Tsjoevasjisch (Virjal), gesproken in het noorden, dat wil zeggen verder stroomopwaarts langs de Wolga.

## Grammaticale bijzonderheden
Het Tsjoevasjisch is een agglutinerende taal. De stam van een woord kan gevolgd worden door affixen met een eenduidige betekenis, waarbij de afzonderlijke delen van het woord duidelijk herkenbaar blijven. Een al te grote opeenvolging van affixen wordt in de spreektaal vermeden. Stammen zijn over het algemeen een- of tweelettergrepig, meerlettergrepige stammen zijn zeldzaam. De taal kent geen grammaticaal geslacht, maar zelfstandige naamwoorden worden wel onderscheiden in de categorieën mens en niet-mens. Het Tsjoevasjisch kent geen passieve constructies.

## Literaire taal
De literaire standaardtaal is gebaseerd op het Neder-Tsjoevasjisch. Een grote rol bij het ontstaan van de standaardtaal werd aan het einde van de 19e eeuw gespeeld door I.J. Jakovlev en de door hem geleide Tsjoevasjische school in Simbirsk (Симбирская чувашская учительная школа). Sinds de 18e eeuw werd het Tsjoevasjisch al geschreven met het cyrillische schrift, zij het op zeer beperkte schaal. In de jaren zeventig van de 19e eeuw werd de spelling radicaal hervormd door Jakovlev. Daarna werden nog enkele malen veranderingen doorgevoerd, de huidige standaard dateert van 1933. Het huidige alfabet bestaat uit de 33 letters van het Russische alfabet en 4 extra letters met diacritica.

## Positie ten opzichte van andere Turkse talen
Het Tsjoevasjisch ligt aan de rand van het oorspronkelijke Turkstalige gebied en neemt binnen de Turkse talen een uitgezonderde positie in. Ondanks een grotendeels gemeenschappelijke structuur en woordenschat zijn Tsjoevasjisch en andere Turkse talen onderling absoluut onverstaanbaar.
Karakteristiek voor de Tsjoevasjische fonetiek is de uitspraak r en l in plaats van z en sj in andere Turkse talen (zgn. rotacisme en lambdacisme). Dit verschil is erg oud en bestond mogelijk al in de Proto-Turkse periode. Het Tsjoevasjisch heeft verder een afwijkende meervoudsuitgang -sem in plaats van het in andere Turkse talen gebruikte -lar (met varianten). Deze en andere afwijkingen van het Tsjoevasjisch zijn het resultaat van de langdurige invloed van niet-verwante talen, met name Iraans, Finoegrisch en Slavisch.
De invloed van niet-verwante talen is terug te vinden op alle niveaus van het Tsjoevasjisch: fonetiek, woordenschat en grammatica. De afwijkende klemtoon van het Opper-Tsjoevasjisch, waarop de standaarduitspraak is gebaseerd, is waarschijnlijk onder invloed van de Finoegrische talen van het Wolgabekken ontstaan. De invloed van Finoegrische talen verraadt zich ook in diverse naamvalsvormen en het wijdverbreide gebruik van diverse constructies met participia.
In de afgelopen eeuw voltrokken zich opmerkelijke ontwikkelingen in het fonetisch systeem en de syntactische structuur. Door de groeiende Tsjoevasjisch-Russische tweetaligheid ontleende het Tsjoevasjisch een groot aantal Russische en internationale woorden, die hun oorspronkelijke Russische uitspraak behielden. Verder kwamen er Russische woordvormingsmodellen in gebruik. Er ontstond een fonetisch subsysteem dat alleen voor Russische leenwoorden wordt gebruikt. Het resultaat was een tweedeling in het fonetische systeem:
- voor inheemse en aangepaste (oudere) leenwoorden
- voor niet aangepaste (recente) leenwoorden.

## Onderwijs en onderzoek
Onderwijs in het Tsjoevasjisch bestaat op basisscholen. In het voortgezet en vervolgonderwijs wordt Tsjoevasjisch alleen als onderwerp gedoceerd (met Russisch als onderwijstaal).
De bestudering van het Tsjoevasjisch begon in de 18e eeuw, de eerste gedrukte grammatica verscheen in 1769. De basis voor de moderne wetenschappelijke bestudering van het Tsjoevasjisch werd gelegd door N.I. Asjmarin (eind 19e, begin 20e eeuw).

## Media
In de republiek Tsjoevasjië zijn er radio- en televisie-uitzendingen in het Tsjoevasjisch. Gedrukte media in het Tsjoevasjisch verschijnen behalve in Tsjoevasjië ook in Tatarije, Basjkirostan en de regio Oeljanovsk.

## Hoogte- en dieptepunten
Voor de vaststelling van de spelling in 1871-72 werd het Tsjoevasjisch vooral als gesproken taal in de informele sfeer gebruikt. Door de instelling van de spelling kon de rol van de taal sterk uitgebreid worden. Met de stichting van de autonome republiek Tsjoevasjië in 1920 breekt een periode van bloei aan. De taal krijgt een grotere rol in het onderwijs (nog altijd naast het Russisch), er wordt literatuur geschreven en Tsjoevasjisch klinkt in het theater. Tsjoevasjische kranten en tijdschriften verschijnen in Tsjeboksary, Kazan, Oefa, Samara, Simbirsk en Moskou.
In de jaren dertig van de 20e eeuw breekt een donkere periode aan. In de nieuwe constitutie van Tsjoevasjië wordt met geen woord gerept over de officiële status van het Tsjoevasjisch. Tsjoevasjischtalig onderwijs verdwijnt en de taal wordt zelfs niet meer als vak onderwezen. Buiten de autonome republiek houden Tsjoevasjische kranten op te bestaan. Bij de volkstelling van 1989 gaf 25% van de in Tsjoevasjië wonende Tsjoevasjen een andere taal dan het Tsjoevasjisch als moedertaal op, 15% gaf aan helemaal geen Tsjoevasjisch te spreken.